# Повратак Вука Алимпића
Повратак Вука Алимпића је српска телевизијска драма из 1992. године. Режирао ју је Славољуб Стефановић Раваси, а сценарио је написао Миладин Шеварлић.